# Élisabeth Badinter
Élisabeth Badinter, z domu Bleustein-Blanchet (ur. 5 marca 1944 w Boulogne-Billancourt) – francuska myślicielka, feministka, historyczka i filozofka.

## Działalność naukowa i społeczna
Specjalistka od filozofii oświecenia, przedstawicielka filozofii feministycznej. Jest profesorką filozofii w paryskiej École Polytechnique w Paryżu.
Jedna z najważniejszych postaci europejskiego feminizmu, duchowa spadkobierczyni Simone de Beauvoir, rzeczniczka liberalnego feminizmu. Zajmuje się też historią kobiet.
W pracy opublikowanej w 1980 roku Historia miłości macierzyńskiej traktuje nie tyle o macierzyńskiej miłości, co o rodzicielskiej obojętności przez stulecia. Badinter przedstawia tezę, zgodnie z którą miłość macierzyńska nie stanowiła aż do początku XX wieku wartości społecznej i moralnej. Dowodzi, że matka we XVII-wiecznej Francji nie była związana więzami czułości i zażyłości z dzieckiem. Wychowywanie dzieci było znacznym obciążeniem ekonomicznym, którego rodzice starali się uniknąć. Dzieci rodziły się często, ale też często umierały, zwłaszcza w krytycznym pierwszym roku życia – były zabijane, porzucane, oddawane na wieś, nie karmione. Towarzyszyła temu zwykle obojętność rodziców. Istotniejsze dla kobiet były obowiązki wobec męża i wspólnoty, a nie dziecka. Za tezą Badinter przemawiają też dane przedstawione przez francuskiego historyka Jean-Louis Flandrin’a (Familles. Parenté, maison, sexualité dans l’ancienne société 1976).
Część historyków dowodzi jednak, że w okresie omawianym przez Badinter obojętność nie była jedynym sposobem traktowania dzieci, wskazując wiele przejawów czułości i troski o dzieci (np. dużą częstotliwość wotów i modlitw o uzdrowienie małych dzieci, składanych w kościołach całej Europy).
W książce XY: tożsamość mężczyzny przedstawiła koncepcję męskiego androgynizmu. Badinter, w opozycji do Freudowskiej koncepcji pierwotnej męskości, uznaje, że męskość jest wtórna w stosunku do kobiecości, która jest pierwotna i naturalna. Tożsamość mężczyzny jest bardziej skomplikowana, gdyż musi być dopiero wytworzona, podczas gdy tożsamość kobieca jest dana. Chłopiec, który jest z natury „kobiecy”, rozwija swoją tożsamość płciową poprzez negację i odrzucenie. Musi on rozwinąć swoją płciową odrębność poprzez trzykrotne zaprzeczenie: po pierwsze, że nie jest kobietą, po drugie – dzieckiem, i po trzecie – homoseksualistą. Zdaniem Badinter mężczyzna powinien wybrać drogę androgynizmu, który oznacza swobodne przemieszczanie się pomiędzy kobiecością i męskością. Ma mu to dać pogodzenie się i harmonię z samym sobą oraz stabilną tożsamość. Zdaniem krytyków Elisabeth Badinter taka koncepcja męskiej tożsamości płciowej jest skrajnie nierealistyczna i idealistyczna a koncepcja pierwotnej kobiecości, gdy spojrzeć na „materiał dowodowy” przedstawiany przez autorkę, wydaje się tak samo mało wiarygodna, co Freudowska teoria pierwotnej męskości.
Badinter śledzi też od lat rozwój światowych środowisk feministycznych. Swoje wnioski opisała w Fałszywej ścieżce – książce, która odbiła się głośnym echem we Francji. Ostro skrytykowała drogę obraną przez część amerykańskich, a potem europejskich feministek. Zdaniem Badinder ich głównym celem nie jest już walka o realne prawa kobiet, lecz rozpętanie wojny płci, w której kobieta i mężczyzna jawią się jako dwa nieodmiennie wrogie gatunki.
Badinter angażuje się też w obronę państwa laickiego.

## Życie prywatne
Jest córką Marcela Bleustein-Blancheta, założyciela Publicis Groupe, i żoną Roberta Badintera – znanego prawnika francuskiego, profesora prawa, byłego ministra sprawiedliwości Francji. Ma trójkę dzieci.

## Tłumaczenia na język polski
- Historia miłości macierzyńskiej, przeł. Krzysztof Choiński, Warszawa 1998, Oficyna Wydawnicza Volumen, s. 275, ISBN 83-7233-080-8 (L’Amour en plus. histoire de l’amour maternel (XVIIe-XXe siècle) 1980)
- XY Tożsamość mężczyzny przeł.Grzegorz Przewłocki, wstępem opatrzyła Maria Janion, Warszawa 1993, Wyd. W.A.B., s. 182, ISBN 83-85554-18-1 (XY, de l’identité masculine 1992)
- Fałszywa ścieżka, przeł. Małgorzata Kozłowska, Warszawa 2005, Wyd. W.A.B., s. 202, ISBN 83-7414-126-3 (Fausse route 2003)
- Konflikt: kobieta i matka, przeł. Jakub Jedliński, Warszawa 2012, Wydawnictwo Naukowe PWN, s. 216, ISBN 978-83-01-17221-3 (Le Conflit. La femme et la mère 2010)

## Wybrane prace w oryginale
- L’Un est l’autre (1986)
- Condorcet. Un intellectuel en politique (1988)